# Trdinov vrh

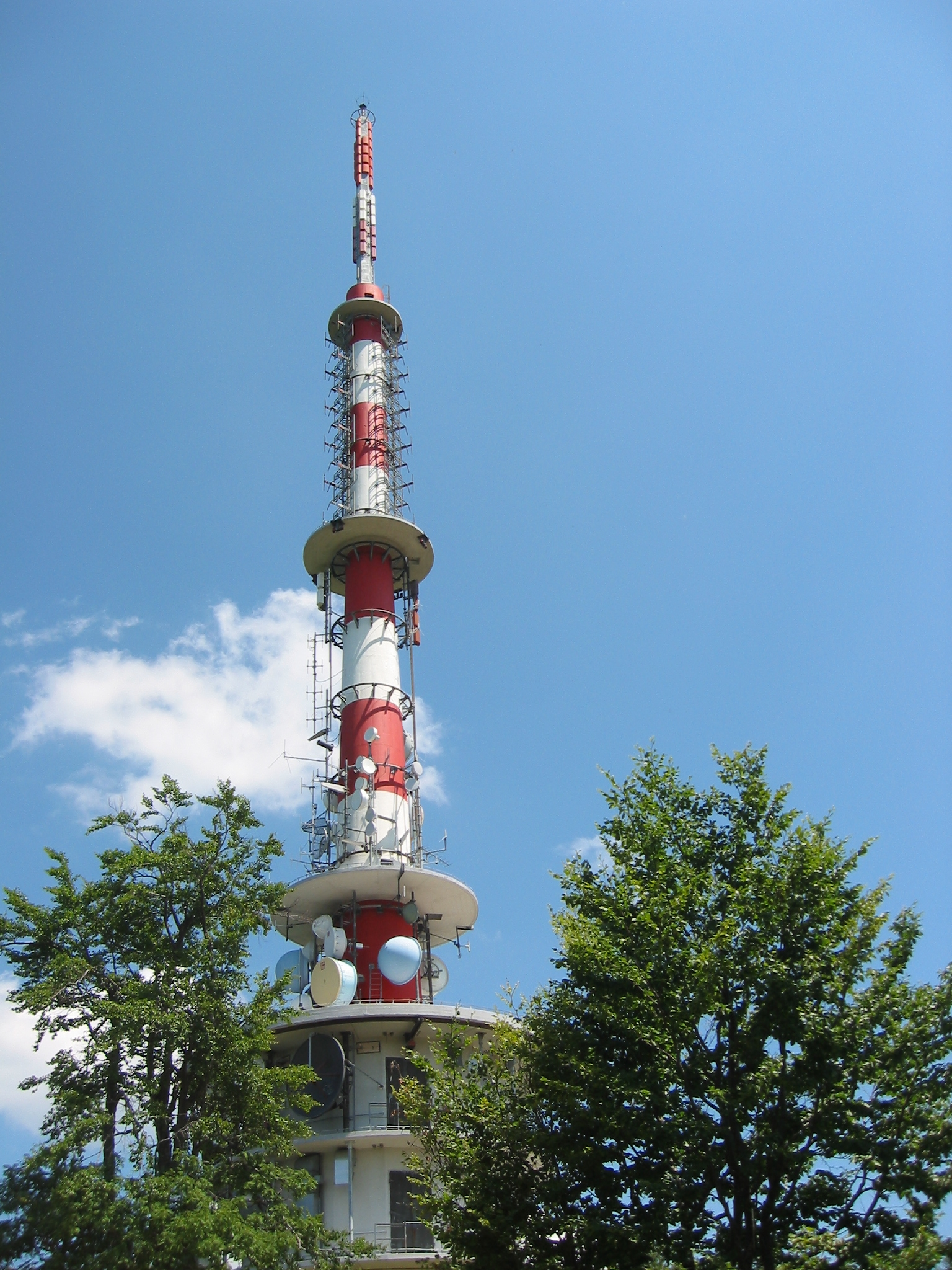
Torre de telecomunicaciones de la Radiotelevisión Eslovena.

Es el pico más alto de las montañas Žumberak/Gorjanci que se encuentran a lo largo de la frontera entre Eslovenia y Croacia. Este pico tiene una altura de 1181 metros. Los croatas lo denominan "Sveta Gera".
El pico fue originalmente llamado Sveta Jera (Monte Santa Gertrudis) en esloveno, debido a la iglesia de Santa Gertrudis que se encuentra a algunos cientos de metros de la cima. En 1923, sin embargo, el presidente del Club de Montañismo de la ciudad de Novo Mesto, Fernando Seidl, propuso cambiar el nombre en honor a Janez Trdina, una importante descriptor de la región.
En su cumbre, que es reclamada tanto por Croacia como por Eslovenia, se encuentra un puesto de avanzada del Ejército Esloveno. 
El control sobre el complejo militar es parte de la controversia entre los dos Estados. Debido a la diplomacia, la controversia no ha aumentado. 
- Datos: Q3047978
- Multimedia: Trdina Peak / Q3047978